# Morelos 2.ª Sección
Morelos 2.ª Sección es una localidad del municipio de Reforma ubicado en el noroeste del estado mexicano de Chiapas.

## Geografía
La localidad de Morelos 2.ª Sección se sitúa en las coordenadas geográficas 17°50′10″N 93°11′17″O / 17.836111, -93.188056, a una elevación de 51 metros sobre el nivel del mar.

## Demografía
Según el Conteo de Población y Vivienda 2020, efectuado por el Instituto Nacional de Estadística y Geografía, la localidad de Morelos 2.ª Sección tiene 136 habitantes, de los cuales 63 son del sexo masculino y 73 del sexo femenino. Su tasa de fecundidad es de 2.73 hijos por mujer y tiene 31 viviendas particulares habitadas.
| Gráfica de evolución demográfica de Morelos 2.ª Sección entre 1970 y 2020 |
|                                                                           |
| INEGI.                                                                    |